# Micrathyria dictynna
Micrathyria dictynna – gatunek ważki z rodziny ważkowatych (Libellulidae). Występuje na terenie Ameryki Środkowej.